# Localização de proteínas organelares por marcação isotópica
Localização de proteínas organelares por marcação isotópica (abreviado na literatura em língua inglesa|inglês]], como LOPIT, localization of organelle proteins by isotope method tagging) é um método para determinar a localização subcelular de proteínas membranares.
Foi desenvolvido para a determinação simultânea e confiável da distribuição em estado estacionário de centenas de proteínas da membrana de organelas. A técnica utiliza uma estratégia de fracionamento parcial da membrana em conjunto com proteômica quantitativa.